# Seriola quinqueradiata
La Ricciola del Pacifico (Seriola quinqueradiata) è un pesce marino appartenente alla famiglia Carangidae.

## Distribuzione e habitat
Questa specie è diffusa nel Pacifico Occidentale: dalle coste coreane e giapponesi alle Hawaii.

## Descrizione
La forma è tipica delle Seriole. 

Raggiunge una lunghezza massima di 150 cm.

## Alimentazione
Si nutre di pesci e invertebrati.

## Cucina
Viene usata nella cucina giapponese con il nome di "Buri" o altre denominazioni a seconda della regione e del suo stadio di crescita, come ad esempio "Hamachi" e "Warasa". Viene anche surgelata e venduta sul mercato USA (Yellowtail) con la dicitura "sashimi quality".

Nei ristoranti Giapponesi si può notare la differenza tra quella fresca e quella surgelata perché la parte centrale del filetto, solitamente rossa/rosa, una volta surgelata diventa beige/grigia.